# Antigua và Barbuda
Antigua và Barbuda (/ænˈtiːɡ(w)ə ... bɑːrˈb(j)uːdə/ ⓘ; an-TEE-g(w)ə ... bar-B(Y)OO-də; phiên âm Tiếng Việt: "An-ti-goa và Bác-bu-đa") là một quốc đảo ở phía đông biển Caribe, gồm 2 đảo chính là Antigua và Barbuda. Quốc đảo nằm giữa quần đảo Leeward, gần với Trinidad và Tobago, Montserrat và Anguilla.

## Hành chính

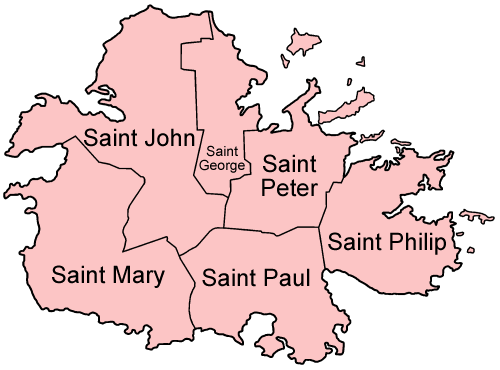
Bản đồ 6 giáo xứ và 2 khu phụ thuộc của Antigua và Barbuda

## Nhân khẩu và tôn giáo

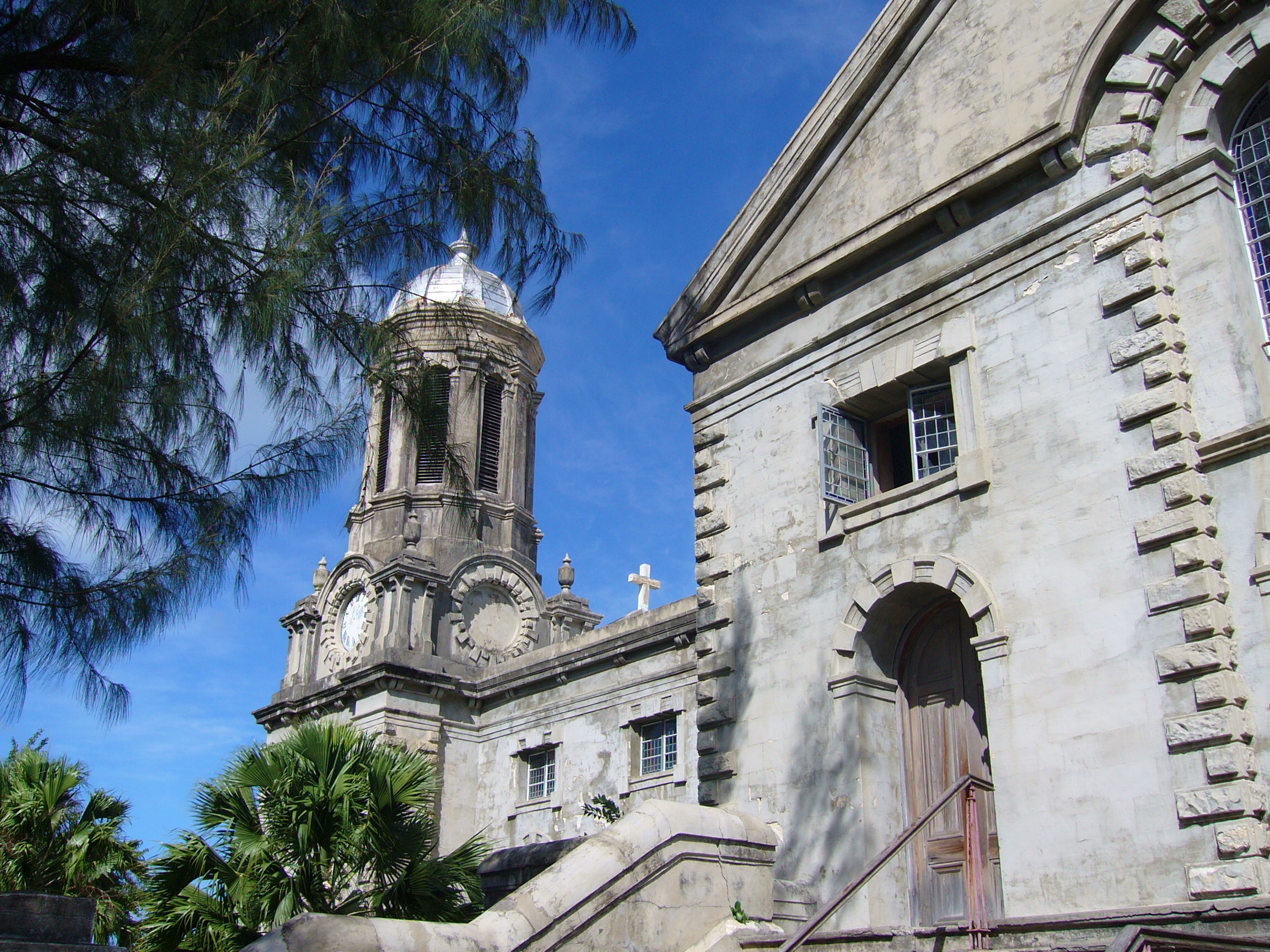
Nhà thờ Thánh Saint John's